# Cotesia specularis
Cotesia specularis är en stekelart som först beskrevs av Szepligeti 1896.  Cotesia specularis ingår i släktet Cotesia och familjen bracksteklar. Inga underarter finns listade i Catalogue of Life.